# Нино Бенвенути
Нино Бенвенути (итал. Giovanni „Nino“ Benvenuti; Изола, 26. април 1938 — Рим, 20. мај 2025) био је италијански боксер, олимпијски и европски првак у аматерском боксу и светски првак у ВБЦ и ВБА верзијама. Био је један од најбољих италијанских боксера и један од најомиљенијих спортиста италијанске јавности.
Његов први меч против светског првака Емила Грифита проглашен је борбом године 1967..
Године 1968. боксерски часопис Ринг прогласио га је боксером године.
У међународну боксерску кућу славних примљен је 1998. као један од највећих боксера свих времена.

## Аматерски бокс
Боксерску каријеру Нино Бенвенути је почео у тринаестој години. Његов успон је почео освајањем локалних и међурегионалних турнира да би репрезентативац Италије постао у седамнаестој годин.
Најзначајнији успеси у аматерском делу каријере:
- 1956. италијански првак у велтеру
- 1957. италијански првак у полусредњој
- 1957. европски првак у полусредњој
- 1958. италијански првак у полусредњој
- 1959. италијански првак у полусредњој
- 1959. европски првак у полусредњој
- 1960. италијански првак у полусредњој
- 1960. олимпијски победник у велтеру

После успеха на Летњим олимпијским играма 1960. у Риму завршава аматерску каријеру и прелази у професионалце.